# Mazerat-Aurouze
Mazerat-Aurouze is een gemeente in het Franse departement Haute-Loire (regio Auvergne-Rhône-Alpes) en telt 198 inwoners (1999). De plaats maakt deel uit van het arrondissement Brioude.

## Geografie
De oppervlakte van Mazerat-Aurouze bedraagt 16,5 km², de bevolkingsdichtheid is 12,0 inwoners per km².
De onderstaande kaart toont de ligging van Mazerat-Aurouze met de belangrijkste infrastructuur en aangrenzende gemeenten.

## Demografie
Onderstaande figuur toont het verloop van het inwonertal (bron: INSEE-tellingen).